# خيرمان كازاس
خيرمان كازاس (بالإسبانية: Germán Casas)‏ هو مغني تشيلي، ولد في 27 مايو 1939 في سانتياغو في تشيلي.